# عبد الله رجب
عبد الله رجب (21 يوليو 1915- 6 يناير 1986) صحفي من السودان ولد في مدينة سنجة. من الصحفيين المخضرمين ، ظل يعمل في الصحافة ويكتب لأكثر من نصف قرن. 

## حياته
درس الإبتدائية في في “سنجة”. عرف عنه اقتناءه للكتب والمجلات منها :اللطائف المصورة ، كل شيء والعالم ، الدنيا المصورة ، المصور ، الفكاهة . 
بدأ الكتابة في الصحف عام 1933 .كانت صحيفة ” السودان ” التي أصدرها “الشيخ عبد الرحمن أحمد” منذ 1935 هي أول صيفة تنشر مقالاته، وفي عام 1937 عرف طريقه لمجلة الرسالة ثم الثقافة والهلال والمقتطف والمجلة الجديدة . وقد اهتم في النصف الأول من الثلاثينات بكُتب ” سلامة موسى ” و ” محمد عبده “و ” الدكتور محمد عوض محمد”.
عمل عام 1947 بصحيفة السودان الجديد” . وفي عام 1949 طلب ترخيصاً لصحيفة الصراحة . كان معروفاً بعدائه للطائفية ورجالات الإدارة الأهلية . وعند ظهور” الصراحة” في يناير 1950 ، كانت معادية للطائفية وضد الاستعمار ومتعاطفة مع الأحزاب الاتحادية على قاعدة الكفاح المُشترك وشارك الوطنيون بمقالاتهم من نافذة صحيفته ، وتعاون معه في صحيفته بالمقالات : “حسن الطاهر زروق “، و”عبد الماجد أبوحسبو” ،و” الوسيلة” ، و”عبد الخالق محجوب” ،و “التجاني الطيب ” و”محمد سعيد معروف” . 
وهو صاحب أول ترجمة عربية لوثيقة حقوق الإنسان . له تراجم عديدة ومتنوعة نشرتها الصحف في الشؤون العالمية وعلم النفس وموضوعات متنوعة ، وهي في مجموعها مجلدات ضخمة.كان صاحب الفضل في رواج مصطلحات أولها ” أغبش ” و ” الأهالي الغُبُش ” و ” محمد أحمد دافع الضرائب ” و” عروس الرمال ” لمدينة الأبيّض .
نشر موسوعته التاريخية ( مذكرات أغبش ) في صحيفته ” الصراحة ” في بداية الخمسينات ، ثم في بداية السبعينات في صحيفة ” الرأي العام ” .اهتم في أواخر سنوات عمره بالترجمة .